# Лебедово езеро
„Лебедово езеро“ (на руски: „Лебединое озеро“) е балет в 4 действия с по една картина (или 2 действия с по 2 картини) по музика на Чайковски, сценография на Владимир Бегичев и Василий Гелцер. Той е не само един от най-известните и обичани балети в света, но и най-често поставяният. Красотата на замъка Нойшванщайн, разположен над алпийското Лебедово езеро вдъхновяват Чайковски за създаването на балета.

## Сюжет

### Действащи лица
- Одета – девойка, омагьосана в лебед
- Зигфрид – принц
- фон Ротбарт – зъл магьосник
- Одилия – дъщеря на Ротбарт
- Бено фон Зомерщерн[4] – приятел на принца
- Кралицата – майка на Зигфрид
- Волфганг – наставник на Зигфрид
- Шут – шут в двореца на Зигфрид
- девойки лебеди, аристократи, пажове, лакеи, селяни

### Либрето (Петипа/Иванов)
Първо действие – в градините на двореца
В двореца текат приготовленията за празненствата по случай рождения ден на принца. Зигфрид и неговите приятели пристигат и започват да се веселят с млади селски девойки. Появява се и кралицата, която не одобрява безгрижния живот на сина си и му казва, че на следващия ден трябва да си избере съпруга. Зигфрид е ядосан и виждайки прелитащо ято лебеди, приема предложението на приятеля си Бено да отидат на лов, за да се разведри.
Второ действие – край езеро в гората
По време на лова принцът се отделя от свитата си и се озовава край езеро в гората, където са кацнали лебедите. Зигфрид се прицелва, но точно преди да пусне стрелата, с учуда вижда как една от птиците се превръща в красива девойка – Одета. Изплашена, тя се опитва да избяга, но той я убеждава, че няма да я нарани и тя му разказва историята им. Тя и приятелките ѝ са омагьосани в лебеди от злия магьосник фон Ротбарт и си връщат човешкия облик само през нощта край езерото, което е образувано от сълзите на родителите им. Магията може да бъде развалена само от истинска любов – ако някой, който никога не е обичал, се закълне във вечна вярност на Одета.
Изведнъж Ротбарт се появява и Зигфрид понечва да го убие. Одета го възпира, защото смъртта на Ротбарт ще направи магията му вечна. Ротбарт избягва, а Зигфрид чупи лъка си и танцува с Одета цяла нощ. Влюбеният принц се кълне във вечна вярност и обещава да обяви годежа им на следващия ден по време на бала в двореца. С настъпването на зората девойките отново са превърнати в лебеди, а Зигфрид трябва да се върне в замъка.
Трето действие – балната зала в двореца
Залата е пълна с гости и балът е започнал. Шест принцеси са представени на принца. Ротбарт пристига преоблечен като благородник и представя дъщеря си Одилия – зла магьосница, която е приела облика на Одета. Принцесите танцуват (Pas de six), но Зигфрид има очи само за Одилия. В това време Одета се появява на прозореца и се опитва да предупреди любимия си. Усилята ѝ са напразни – Зигфрид признава любовта си към Одилия пред всички и се кълне във вечна вярност. Одета е съкрушена, Ротбарт ликува. Принцът разбира грешката си, но е твърде късно – магията вече не може да бъде развалена и Одета ще остане завинаги лебед. Покрусен, Зигфрид избява от бала и отива при езерото да търси любимата си.
Четвърто действие – край езерото на лебедите
Одета скърби за предателството на Зигфрид. Приятелките ѝ се опитват да я успокоят, но тя приема съдбата си. Зигфрид се появява и се извинява. Одета му прощава и двамата потвърждават любовта си един към друг. Ротбарт се появява и настоява принцът да изпълни обещанието си и да се ожени за Одилия. Младежът обаче отказва и предпочита да умре с любимата си – двамата скачат в езерото. Тяхната саможертва разваля магията на Ротбарт и приятелките на Одета са освободени. Омаломощен, Ротбарт умира.
В апотеоза Одета и Зигфрид се изкачват на небето, обединени от любовта си.

### Алтернативни финали
- През 1950 г. в постановката на Константин Сергеев за Кировския балет трагичният край е променен в романтичен. Одета и Зигфрид заживяват щастливо.
- В съвременните трактовки на руски и китайски трупи Зигфрид убива Ротбарт, което възвръща на Одета човешкия облик.
- В постановката на Нуреев от 1986 г. Зигфрид се бие с Ротбарт, но е убит. Магьосникът отвежда триумфално Одета.
- В постановка на Нюйоркския градски балет с хореография на Питър Мартинс (след Иванов, Петипа и Баланчин), клетвата на Зигфрид за вярност пред Одилия изпраща Одета в небитието. Съкрушеният Зигфрид е оставен да скърби, докато завесата пада.
- В постановката на Сантън Уелч за Хюстънския балет през 2006 г., Зигфрид се опитва да убие Ротбарт с лъка си, но погрешка уцелва Одета. Силата на Ротбарт се изчерпва и магията е развалена. Одета приема човешки образ и принцът я прегръща преди тя да издъхне. Зигфрид носи безжизненото ѝ тяло в езерото, където сам се удавя.
- В постановка на Канадския национален балет през 2010 г., Одета прощава на Зигфрид моменти преди Ротбарт да предизвика ужасяваща буря, която потапя всичко по пътя си. Зигфрид и Ротбарт са в затруднение. Когато бурята отминава, Одета е оставена сама да скърби за загубата на Зигфрид.
- В постановка на Сибирския национален балет от 2012 г. принцът и Ротбарт се дуелират край езерото и се удавят и двамата. Магията не е развалена и Одета остава лебед.

## История на постановките

### Постановки в Москва
Балетът е създаден за Имперския руски театър в Москва по поръчка на директора му Владимир Бегичев. Това е нестандартна поръчка, тъй като освен Адам и Делиб, сериозните оперни композитори не са писали балети. Въпреки че не са останали много документи, прието е, че Бегичев и първият солист Василий Гелцер са автори на либретото (техните имена не са на първия афиш), като се вдъхновяват от приказката Der Geraubte Schleier („Откраднатият воал“) (в други източници: „Езерото на лебедите“) на Йохан Музеус и от руската народна приказка „Бялата патица“. Балетът е поръчан за примата Лидия Гейтен, която впоследствие се отказва от участие.
Това е първият балет на Чайковски. Той често и с удоволствие е поемал платени поръчки, а в този случай го прави, както споделя в писмо до Римски-Корсаков, „'отчасти заради парите, от които се нуждая и отчасти, защото отдавна искам да изпитам силите си в този тип музика'“. Балетът като жанр не е бил особено итересен за Чайковски, заради сравнително краткия живот на произведенията на сцената, но хонорарът от 800 рубли е значителен за времето. Композиторът се подготвя сериозно като изучава балетни композиции и изисква инструкции за броя танци, дължината им, такта, в който трябва да бъдат и други.
Преди това музиката на постановките е подчинена на хореографията и изпълнява поддържаща роля. Чайковски е неудовлетворен и обръща баланса на силите като представя сложна композиция, която доминира над хореографията. Произведението е прието хладно от артистите в театъра – диригентът се оплаква от нейната сложност, а танцьорите, че е „невъзможна за танцуване“. Чайковски и щатният балетмайстор на Болшой Юлиус Венцел Рейзингер не си сътрудничат и работата напредва бавно. Рейзингер дори се опитва (неуспешно) да даде определени части на други композитори.
Малко известен факт е, че шест години по-рано – през 1871 г. – композиторът пише кратка творба, за да забавлява племенниците си. Чайковски е вдъхновен от посещението си в Нойшванщайн – „лебедовия“ замък на Лудвиг II Баварски. Творбата се казва „Езерото на лебедите“ и е представяна в семеен кръг. Предполага се, че това е източникът на лайтмотива на балета, докато част от партитурите са от загубения балет на Чайковски Ундина.
Първоначалният сюжет следва традиционната линия за балетите по това време. Принц Зигфрид чества пълнолетието си. Негов приятел, виждайки ято лебеди, го приканва да отидат на лов. Младежът попада в сърцето на дива гора до едно езеро. Огрени от лунната светлина лебедите губят перата си и се превръщат в девойки, предвождани от Одета. Принцът се влюбва в нея. На следващия ден на бала в двореца различни принцеси танцуват в чест на Зигфрид, но той не може да си избере невеста, мислейки си само за Одета. Ненадейно се появява фон Ротбарт с дъщеря си Одилия, която коварно се преструва на Одета. Зигфрид ѝ се врича в любов. Сцената веднага потъмнява, дрехите на Ротбарт падат и той се превръща в демон. Одилия се кикоти. С трясък прозорецът се отваря и се появява Одета с корона на главата. Принцът с ужас пуска ръката на Одилия, хваща се за сърцето и бяга от замъка. Последното действие почти напълно съвпада с познатото днес. Героите, съпротивляващи се на машинациите на Ротбарт, загиват в езерото.
Премиерата е на 20 февруари (4 март) 1877 г. на сцената на московския Болшой театър. Сценографи са Карл Валц (2 и 4 действие), Иван Шангин (1 д.) и Карл Гропиус (3 д.). Диригент е Степан Рябов. Балетът се е състоял от 4 действия, всяко с по една картина. В ролите: Полина Карпакова като Одета/Одилия, Станислав Гилерт – Зигфрид, Сергей Соколов – Ротбарт.
Изборът на Карпакова е странен, тъй като прима е Ана Собешчанская. Злите езици говорят, че изборът на Карпакова се дължи не толкова на нейните умения, колкото на влиятелни врагове на Собешчанская. Други източници посочват, че конфликтът произтича от липсата на соло на Одета в трето действие – нещо, за което Собешчанская е настоявала пред Петипа, но композиторът отказал.
Приходите от премиерата са разочароващо малко – около 6800 рубли. Постановката на Рейзингер е приета критично и е свалена от сцена през 1882 г. след 41 представления. Рейзингер включва преклено много танци, които са „бедни и скучни“ и правят сюжетната линия непоследователна. Преобладаващото мнение е, че балетът е „беден на мелодии“ и музиката е „най-слабото място“. Сценичните решения включват картонени крила със залепени пера. Единствените положителни отзиви са за художника Карл Валц и неговата специално разработената сценична технология за осигуряването на мъгла чрез пара.
| „                             | В музикално отношение „Лебедово езеро“ е най-добрият балет, който някога съм слушал... Но в танцувално е едва ли не най-казионният, скучен и беден балет, поставян в Русия. | “ |
| Герман Ларош, известен критик | |   |

Самият Чайковски пише на своята приятелка Надежда фон Мек, че „Лебедово езеро“ е по-слаб от „Силвия“ на Делиб.
През 1880 и 1882 г. балетмайсторът Йосиф Хансен възобновява и частично преработва спектакъла. В ролята на Одета/Одилия са Лидия Гейтен и Елена Калмикова, на Зигфрид – Алфред Бекефи.
През 1901 г. Александър Горски прави нова постановка за московската сцена. Художници са Александър Головин, Константин Коровин и Николай Клодт. Диригент е Андрей Арендс, който редактира и музиката. Одета е Аделаида Джури, Зигфрид – Михаил Мордкин.
През 1937 г. Асаф Месерер заменя трагичната смърт на Одета и Зигфрид с щастлива развръзка. Това става задължителна част от съветския репертоар.

### Постановки в Санкт Петербург
Петипа и Иванов работят с Чайковски по „Спящата красавица“ и „Лешникотрошачката“. В спомените си Петипа пише:
| „                      | Балетът Лебедово езеро бе поставен първо в Москва и се оказа пълен провал. Когато научих това, отидох при директора и му казах, че не мога да приема, че музиката на Чайковски е лоша, че произведението му е лошо; проблемът беше не в музиката, а в балета, в танците. Помолих директора да ми позволи да използвам произведението на Чайковски и, подхождайки към темата по мой начин, да го поставя в Санкт Петербург. Г-н Всеволожки се съгласи и започнахме да работим по Чайковски и „Лебедово езеро“ постигна огромен успех. | “ |
| Мариус Петипа, Мемоари | |   |

Работата започва през 1893 г., но внезапната смърт на композитора толкова шокира Петипа, че самият той се разболява и работата продължава под ръководството на Иванов Петипа създава хореографията на първо и трето действие (без венецианския и унгарския танц) и апотеоза, а Лев Иванов – второ действие, унгарския и венецианския танц (чардаш и мазурка) от трето действие и цялото четвърто действие.
Александър Ширяев, помощник-хореограф и внук на Цезар Пуни, си спомня, че музиката на Чайковски е затруднила Петипа, тъй като дотогава е работил с щатни композитори, като Пуни и Минкус, които са били готови да правят всякакви промени, които хореографът е изисквал.
На 17 февруари 1894 г. в Мариинския театър, като част от концерт в памет на Чайковски, за пръв път е показана картината с лебедите от второ действие с хореографията на Лев Иванов. Главните роли се изпълняват от Пиерина Леняни (Одета/Одилия), Павел Гердт (Зигфрид) и Алексей Булгаков (Ротбарт). Усехът на преработката на Иванов води до преработка на целия балет.
Премиерата на целия преработен спектакъл е на 15 (27) януари 1895 г. в Мариинския театър. Либретото е преработено от Петипа и Модест Чайковски, а партитурата – от Рикардо Дриго. В ролите отново са Пиерина Леняни и Павел Гердт. Тъй като Гердт е вече на 51 години, хореографите правят компромис – Одета танцува белия дует не със Зигфрид, а с Бено, а в четърто дейстие мъжката вариация от па-дьо-дьото е пропусната.
Версията на Петипа и Иванов остава в историята като основа за всички по-късни преработки, освен модернистичните. Най-плътно се следват „каноничната“ хореография на второ действие на Иванов и „черния“ pas d’action (нерядко преобразуван на па-дьо-дьо на Зигфрид и Одилия) на Петипа. Хореографията на Иванов в т.нар. „бели“ сцени (сцените с лебедите) се сред от най-високите образци на лиричност и чувственост в класическия балет. Той маха картонените крила и ги пресъздава чрез движението на ръцете; добавя и дуета а Зигфрид и Одета и танца на малките лебеди. Постановката на ръцете и гърба пресъздават не само движенията на истинските птици, но и изразяват множество силни чувства като любов, страх, болка и тевожност. Спектакълът, основан на темите за двойствеността, борбата между неизкушеността и коварството, силата на верността, достига невиждана дотогава психологическа дълбочина.
Двойната роля на Одета/Одилия се приема за една от най-тежките в балетното изкуство, защото изисква не само физическа издръжливост и технически умения (вкл. 32 фуетета в трето действие), но и художествено превъплъщаване в два напълно противоположни образа. Някои хореографи – като Агрипина Ваганова в Кировския балет и Александър Горски в Болшой през 20-те години на ХХ век, разделят ролята между две изпълнителки, което опростява психологическия образ и улеснява изпълнението. Тридесет и двете фуетета, които стават знакови за партията на Одилия, са специално включени, за да покажат уменията на Леняни. Те са били нейният коронен номер – тя първа изпълнява този „невиждан трик“. Част от публиката не приема тази комбинация за истинско изкуство и го сравняват с акробатика.
Пълната музика на балета е поставяна само веднъж – през сезон 1955/1956 на сцената на Държавния балет в Саратов.
На сцената на Мариинския театър хореографията на Петипа и Иванов претърпява три радикални редакции. Първата е на Агрипина Ваганова през 1933 г. Тя се опитва да проясни мистицизма на музиката и либретото и представя девойката лебед като халюцинация на един начетен младеж. Вместо фантастичен балет се появява романтична новела. Действието се пренася в началото на XIX в. Принцът става граф, увлечен от старинни легенди, а Ротбарт е съседът херцог, който иска да ожени дъщеря си за графа. Лебедите не са омагьосани момичета, а птици, и Одета е плод на въображението на Зигфрид. Апотеозът е премахнат и с него идеята за задгробния им съвместен живот. Вместо това херцогът прострелва лебеда, който умира в ръцете на принца, а той самият се пробожда с кинжал.
Ваганова добавя танца при първата среща на Зигфрид и Одета (преди това е пантомима) и характерните „лебедови ръце“. Ролята на Одета и Одилия е разделена и изпълнена респективно от Галина Уланова и Олга Йордан.
През 1945 г. Фьодор Лопухов добавя двубой между Зигфрид и Ротбарт, щастлив финал и подплътява образа на Ротбарт с отлична вариация. Целият бал е третиран като плод на черната магия – гостите се появяват и танцуват по заповед на Ротбарт.
Понастоящем в репертоара на Мариинския театър е включена редакцията на Константин Сергеев, чиято премиера е на 8 март 1950 г.

### Други постановки
На 3/16 май 1910 г., Руският балет на Дягилев поставя в Лондон за пръв път хореографията на Петипа и Иванов в съкратен аранжимент на Михаил Фокин. В главните роли са Матилда Кшесинская и Вацлав Нижински. Декорите и костюмите са на Константин Коровин и Александър Головин, взети назаем от Болшой театър.
Пълният балет е поставен за първи път от западна трупа в театъра Садлърс Уелс през 1834 г. в постановка на Николай Сергеев и с Алисия Маркова и Робърт Хелпман в главните роли.
През 1936 г. френският балетмайстор Серж Лифар поставя няколко откъса на сцената на Парижката опера, но целият балет е поставен чак през 1960 г. във версията на Владимир Бурмейстер.

### Редакция на Бурмейстер
През 1953 г. съветският хореограф Владимир Бурмейстер се връща към оригиналната музика и оркестровка на Чайковски като премахва по-късни допълнения на други композитори и размества някои части. Възстановено е и изгубеното па-дьо-дьо от бала в 3-то действие. Днес това па-дьо-дьо се танцува в постановките на Баланчин (адажиото и мъжкото соло), Фредрик Аштън (кодата) и руските постановки (вариацията на Одилия).
Към либретото е добавен пролог, в който Одета е превърната от Ротбарт в лебед, а краят е редактиран – възстановено е наводнението от оригиналната остановка на Рейзингер, лебедите възвръщат човешкия си образ, а Зигфрид и Одета заживявят щастливо.
Бурмейстер поставя изцяло нова хореография в 1-во и 3-то действие, като запазва 2-ро и 4-то действтие в оригинала на Иванов. В първо действие Зигфрид и приятелите му танцуват със селските момичета и игнорират кандидат-годениците, които кралицата му представя. В трето действие сюитата от характерни танци също е третирана като поредния трик на съблазън на Одилия.
Постановката е изпълнена през 1956 г. в театър „Шатле“ в Париж от балетната трупа на Станиславски, а през 1960 г. е създадена и френска продукция. Костюмите и декорите са дело на Димитри Бушен. В главните роли са Жозет Амиел и Петер Ван Дайк. През 1974 г. декорите и костюмите са подновени от Морис льо Нестор за продукцията с участието на Наталия Макарова и Рудолф Нуреев.
Редакцията на Бурмейстер може още да се види на сцената на Московския академичен музикален театър на името на Станиславски и Немирович-Данченко.

### Хореография на Нуреев
През юни 1962 г. Нуреев е поканен от Кралския балет в Лондон да изиграе Зигфрид в постановката на Нинет де Валоа и Фредрик Аштън. Нуреев изпълнява ново соло в края на първо действие, преди па де троато – танц, който обикновено не се изпълнява. Тази добавка е възприета радушно и остава част от последващи лондонски постановки.
През октомври 1964 г. Нуреев поставя цялостна своя хореография във Виенската опера. Докато в руската традиция сюжетът се върти около двойния образ на Одета/Одилия, Нуреев центрира своята постановка върху Зигфрид. Той изпълва образа на принца и го развива в психологически план – първо тъжен и обзет от скука, после влюбен и накрая измамен и унищожен.
| „             | За мен „Лебедово езеро“ е фантазията на принц Зигфрид. Възпитанието му в духа на романтичното разпалва страстта му към безкрая и той отказва да приеме реалността на властта и на брака, който му е натрапен от учителя му и майка му. За да избегне скучната си съдба, той създава идеята за езерото – това „друго място“, за което мечтае. Съзнанието му ражда както идеализираната любов, така и забраната ѝ. Белият лебед е недостижимата жена, черният лебед – нейният огледален образ, точно както и Ротбарт е корумпираната същност на учителя Волфганг. Когато фантазията изчезва, принцът не знае как да запази разума си. | “ |
| Рудолф Нуреев | |   |

Тази постановка, с участието на Марго Фонтейн и Нуреев, е посрещната с възторг, а двамата са викани на бис рекордните 89 пъти.
Двадесет години по-късно, през 1984 г., Нуреев прави още по-радикална промяна в постановка за Парижката опера. Цялата история става плод на въображението на принца. Нуреев добавя пролог, в който принцът сънува кошмар – голяма граблива птица отвлича момиче, което се превръща в лебед. Според Фройд, грабливата птица изобразява желанието на мъжа да се докаже сексуално. Одета и Одилия са проекции на страстта на младия принц. Той е обсебен от вина към майка си, тъй като отказва да приеме властта и свободата да избере съпруга. Изплашен от перспективата да възмъжее, той се оттегля във фантазиите си. Някои интерпретират това като латентен аутизъм и дори хомосексуалност.
Най-разпространените замени са връщането в трето действие на вариациите на главните герои, първоначално написани от Чайковски като pas de six и па-дьо-дьо, както и включването в четвърта картина на дуета по музиката на втората вариация от pas de six.

### Хореография на Матс Ек
През 1987 г. шведският хореограф Матс Ек поставя собствена хореография на „Лебедово езеро“. В нея Одилия се преструва на Одета, а зла магьосница – на зъл магьосник. Принцът е жертва на дворцови интриги и на деспотичната си майка. Това е една гротескна психоаналитична драма, а публиката трябва да приеме шокиращия облик и пластичност на плешиви андрогинни лебеди.

### Хореография на Матю Борн
През 1995 г. английският хореограф Матю Борн поставя „Лебедово езеро“ в „Садлърс Уелс“ в Лондон почти изцяло в мъжки състав. Либретото е променено, а част от музиката реаранжирана. Главният герой е престолонаследник, чието желание за свобода и индивидуалност е представено чрез образа на лебеда. Борн, който не е балетен хореограф, иска да покаже физическата и агресивна страна на лебедите. Хореографията е вдъхновена от „Птиците“ на Хичкок, а либретото от скандалите около британското кралско семейство и развода на принц Чарлз.
Версията на Борн е включена в училищните програми във Великобритания.

### Редакция на Юрий Григорович
През 1969 г. по повод турне във Великобритания Болшой театър започва нова преработка. Юрий Григорович поставя нова хореографията, като оставя най-доброто от Петипа и изчиства второ действие от всички „наслоявания“ след Иванов. Сюжетът се върти не около историята на девойката, а на съдбата на принца. Персонажът на Ротбарт е усъвършенстван в този на злия магьосник, за когото се създават и танцови партии (дотогава героят се изразява предимно чрез пантомима). Така той не само се превръща в алтернативно „аз“ на Зигфрид, но и завършва втората – „черна“, двойка. Философските нотки на продукцията се допълват и от декорите – контурът на замъка е замъглен, езерото е обгърнато в мъгла.
Основният проблем за версията на Григорович се оказва последната картина, в която грандиозната буря унищожава пристана на лебедите. Одета умира, злият магьосник тържествува. Този апокалиптичен финал не е приет от министъра на културата Екатерина Фурцева. След нейната намеса за Великобритания заминава версията на Бурмейстер. Григорович е принуден да преработи наново балета и да добави щастлив финал, който той саркастично нарича „апотеоз във фа мажор“.
Смислово, постановката на Григорович не е свързана с първоначалния замисъл на балета, а само използва хореографията във второ действие.
Григорович успява да възкреси първоначаната си хореография през 2001 г. Болшой балет танцува именно тази преработка. В нея умира само Одета.

### Други чуждестранни трактовки
В постановката на Джон Ноймайер за Хамбургския балет през 1976 г. Зигфрид е самият крал Лудвик Втори, чийто замък вдъхновява Чайковски. Балетът „Илюзия като Лебедово езеро“ разказва за лудостта на краля, потопен в естетиката на сънищата; цялата история е плод на болната му фантазия.
През 2002 г. хореографът Греъм Мърфи поставя за Австралийския балет доста свободна интерпретация с препратки към проблемите на британския престолонаследник Чарлз и принцеса Даяна. Одета е принудена да дели своя любим с баронеса фон Ротбарт, което я докарва до психиатрична клиника. Лебедите са просто плод на болното ѝ въображение.
Доста фриволна иннерпретация е и спектакълът „Езерото“ на Балета на Монте-Карло по хореография на Жан-Кристоф Майо от 2011 г. Вместо езеро, действието се развива около скали, а злият Ротбарт е заместен от Кралицата на нощта. Историята е драматично представяне на детските страхове на Зигфрид, на „борбата на животинските еротични инстинкти на нощта с чистотата на дневния свят“.
През 2013 г. хореографът Раду Поклитару изменя основния конфликт в балета – превръщането на момичетата в лебеди. В неговата версия става обратното – лебедът е жертва на научен експеримент и насилствено е превърнат в малко момче на име Зигфрид. Одета представлява светлата мечта, а Одилия – суровата реалност.
През 2014 г., Норвежкият балет поставя продукцията на Александър Екман, който се връща към оригиналната версия, включваща драматични актьори и устни реплики. На сцената е направено истинско езеро с вместимост от 6000 л вода. Кулминацията е двубоят между белия и черния лебед, облечени в елегантни дизайнерски костюми.

### В България
Премиерата на „Лебедово езеро“ в България е на 5 февруари 1937 г. на сцената на Софийската народна опера. Хореограф е Лидия Вълкова;
диригент – Венедикт Бобчевски. В ролите: Одета – Елена Воронова, Одилия – Нина Кираджиева, Зигфрид – Анастас Петров, Ротбарт – Георги Бесарабов.
Премиерата в Русенската опера е на 19 януари 1961 г. Диригент е Христо Станишев, хореограф – Асен Манолов, а художници – Йон Ипсер и Лидия Йованеску от Букурещката опера.

## Музика

### Иструменти
Лебедово езеро е написано за типичен романтичен оркестър:
- Струнни: първи и втори цигулки, виоли, виолончела, контрабаси
- Дървени духови: пиколо, 2 флейти, 2 обоя, 2 кларинета, 2 фагота
- Медни духови: 4 валдхорни, 2 корнета, 2 тромпета, 3 тромбона, туба
- Ударни: тимпани, голям барабан, чинели, малък барабан, триангел, дайре, кастанети, гонг, глокеншпил, оркестрови камбани
- други: арфа

### Музикални номера
Чайковски композира балета с увертюра и 28 музикални номера. Дриго прави редица редакции за постановката от 1895 г. Тези промени са одобрени както от Чайковски, така и след смъртта му – от брат му Модест. Номерацията следва оригиналната от публикуваното либрето от 1877 г.
| ЧАЙКОВСКИ | ДРИГО |
| --- | --- |
| Увертюра – Moderato assai, Allegro non troppo | Увертюра |
| Първо действие | Първо действие, първа картина |
| №1 Сцена: Пиршество по случай рождения ден на Зигфрид (Allegro giusto) | №1 Сцена |
| №2 Валс в ла-бемол мажор: Селяните танцуват в чест на принца | №4 Па-дьо-троа 4 – 1 Интрада 4 – 2 Andante sostenuto – премахнато 4 – 3 Вариация 1 (променена от Allegro Semplice на Allegro Moderato) 4 – 4 Вариация 2 4 – 5 Вариация 3 4 – 6 Кода |
| №3 Сцена: Влизането кралицата (Allegro moderato) | №3 Сцена |
| №4 Па-дьо-троа 4 – 1 Интрада (Въведение) 4 – 2 Andante sostenuto 4 – 3 Вариация 1 (Allegro semplice, Presto) 4 – 4 Вариация 2 (Moderato) 4 – 5 Вариация 3 (Allegro) 4 – 6 Кода (Allegro vivace) | №2 Валс пасторал |
| №5 Па-дьо-дьо на двата шута: 5 – 1 Валс в ре мажор 5 – 2 Andante/Adagio 5 – 3 Валс в си бемол мажор 5 – 4 Кода (Allegro molto vivace) Променена в „черния“ дует | №6 Scène d'action |
| №6 Pas d'action (Andantino quasi moderato – Allegro) | №7 (част 1) Въведение към танца с чашите |
| №7 Сцена: Смрачаване | №8 (част 2) Танц с чаши |
| №8 Танц с чаши (Tempo di polacca – полонез) | №9 Сцена: Ловната дружина излиза |
| №9 Финална сцена: Лебедова тема (Andante) | |
| | |
| Второ действие | Първо действие, втора картина |
| №10 Сцена: Лебедова тема (Moderato) | №10 Сцена: Влизане на Одета |
| №11 Сцена: Зигфрид и приятелите му пристигат при езерото. (Allegro Modarato) | №11 Танцувална сцена |
| №12 Сцена: Появяват се Одета и приятелките ѝ (Allegro) | №12 Сцена: Лебедите влизат |
| №13 Grand pas des cygnes (Танц на лебедите) 13 – 1 Валс на лебедите в ла мажор 13 – 2 Вариация на Одета (Moderato assai) 13 – 3 Общ танц (Tempo di valse) 13 – 4 Танц на четирите малките лебеди (Allegro moderato) 13 – 5 Pas d'action: Andante, Andante non troppo, Allegro (музика от „Ундина“) 13 – 6 Валс (Tempo di valse) 13 – 7 Кода (Allegro vivo) | №13 Grand pas des cygnes (Танц на лебедите) 13 – 1 Валс на лебедите в ла мажор 13 – 5 Grand Adagio („Белият“ дует, нов край, композират от Дриго, след 94 такт) 13 – 4 Танц на четирите малките лебеда 13 – 6 Общ танц (Танцът на големите лебеди, променен от ла бемол мажор на ла мажор) 13 – 2 Вариация на Одета 13 – 7 Кода 13 – 3 Валс – премахнат                                 |
| №14 Сцена (Moderato) | №14 Сцена и финал |
| | |
| Трето дейстие | Второ действие |
| №15 Сцена: Начало на бала – Танц на годениците (Allegro giusto) | №15 Сцена: Начало на бала |
| №16 Ballabile: Танц на кордебалета и джуджетата (Moderato assai, Allegro vivo) | №16 Ballabile – премахнат |
| №17 Сцена: Пристигане на гостите и валс (Allegro, Tempo di valse) | №17 Валс на годениците (редактиран към новото либрето) |
| №18 Сцена: Влизат Ротбарт и Одилия (Allegro – Allegro giusto) | №18 Сцена: Влиза Одилия |
| №19 Grand Pas de Six Интрада (Moderato assai) Вариация 1 (Allegro) Вариация 2 (Andante con moto) Вариация 3 (Moderato) Вариация 4 (Allegro) Вариация 5 Одилия (Moderato, Allegro semplice) Гран кода (Allegro molto) | №19 Grand Pas de six – премахнат |
| Допълнение I: Па-дьо-дьо за Анна Соешчанская, добавено от музика на Минкус (известно като па-дьо-дьо на Чайковски) | Допълнение I: премахнато |
| №20 Унгарски танц: чардаш (Moderato assai, Allegro moderato, Vivace) | Допълнение II: Руски танц – премахнат |
| Допълнение II: Руски танц за Полина Карпакова (Moderato, Andante semplice, Allegro vivo, Presto) | №21 Испански танц: болеро (Allegro non troppo) |
| №21 Испански танц: болеро (Allegro non troppo) | №22 Неаполитански/венециански танц (Allegro moderato, Andantino quasi moderato, Presto) |
| №22 Неаполитански/венециански танц (Allegro moderato, Andantino quasi moderato, Presto) | №20 Унгарски танц: чардаш (Moderato assai, Allegro moderato, Vivace) – премахнат |
| №23 Мазурка | №23 Мазурка |
| №24 Сцена: Зигфрид се врича в любов на Одилия (Allegro – Valse – Allegro vivo) | № Grand Pas d'action („Черният“ дует или Па-дьо-дьо на Черния лебед, преработено от оригиналното па-дьо-дьо от първо действие на Чайковски) 5 – 1 Entrée 5 – 2 Grand Andante (ред. на Дриго от такт 75) 5 – 3 Вариация на Зигфрид (за Александър Горски) Добавка № 1 Вариация за Пиериня Леняни (Вариация на Одилия, оркестровка на Дриго на Оп. 72 L'Espiègle на Чайковски) 5 – 4 Coda |
| | №24 Сцена (повторение на валса от №17) – премахнат |
| | |
| Четърто действие | Трето действие |
| №25 Entr'acte (Moderato) | №25 Entr'acte |
| №26 Сцена: Девойките лебеди чакат връщането на Одета (Allegro ma non troppo) | №26 Сцена – премахната |
| №27 Танцът на малките лебеди (Moderato) | №27 Танцът на малките лебеди – премахнат |
| №28 Одета разказва за измяната на Зигфрид. (Allegro agitato, Molto meno mosso, Allegro vivace) | Добавка №2 – Валсът на лебедите (или Валс на белите и черните лебеди, оркестровка на Дриго на Оп. 72 за пиано – № 11 Valse Bluette на Чайковски) |
| №29 Финална сцена и апотеоз – Зигфрид се врича в любов (Andante, Allegro, Alla breve, Moderato e maestoso, Moderato) | №28 част 1 Сцена (прекъсва на такт 26, продължава след седващия номер) |
| | Добавка №3 Танцувална сцена (вмъкната след такт 26 на №28, оркестрирана от Дриго от Оп. 72 за пиано – №15 Un poco di Chopin, на Чайковски) |
| | №28 част 2 Сцена (продължава от такт 27) |
| | №29 Финална сцена и апотеоз |

## Галерия
- Премиерата в Санкт-Петербург, 1895 г.
- Декор, Михаил Бочаров
- Декор за 2-ро действие, Михаил Бочаров
- Декор за 3-то действие, Михаил Бочаров
- Павел Гердт като Зигфрид, Мариински, 1895 г.
- Лебеди, Мариински, 1895 г.
- Венециански танц, Лебедово езеро, Мариински, 1895 г.

- Други постановки
- Декор на Головин, 1901 г.
- Аделаида Джури и Михаил Мордкин, Болшой, 1901 г.
- Декор на Сергей Судейкин, Руски балет (Дягилев), 1911 г.
- Зигфрид, Руски балет (Дягилев), 1911 г.
- Костюм на Леон Бакст, ок. 1920 г.
- Декор на Хелмут Юргенс, Мюнхен, 1950 г.